# Heliotropium lippioides
Heliotropium lippioides är en strävbladig växtart som beskrevs av Johann Wilhelm Krause. Heliotropium lippioides ingår i Heliotropsläktet som ingår i familjen strävbladiga växter. Inga underarter finns listade i Catalogue of Life.